# 纤维丛
纖維叢（英語： fiber bundle），在数学上，特别是在拓扑学中，是一个局部看来像直积空间，但是整体可能有不同的结构。每个纤维丛對應一个连续满射
{\displaystyle \pi :E\rightarrow B}
{\displaystyle E}和乘積空間{\displaystyle B\times F}的局部類似性可以用映射 {\displaystyle \pi } 來說明。也就是說：在每個{\displaystyle E}的局部空間 {\displaystyle U}，都存在一個相同的{\displaystyle F}（{\displaystyle F}稱作纖維空間），使得 {\displaystyle \pi } 限制在 {\displaystyle U} 上時　與直积空间{\displaystyle B\times F}的投影{\displaystyle P:B\times F\mapsto B,\quad P(b,f)=b}　相似。（通常會用此滿射：{\displaystyle \pi :E\rightarrow B}來表示一個纖維叢，而忽略{\displaystyle F}）
如果{\displaystyle E=B\times F}，也就是一个可以整体上等於乘積空間的丛叫做平凡丛（trivial bundle）。
纤维丛扩展了向量丛(vector bundle)，向量丛的主要实例就是流形的切丛（tangent bundle）。他们在微分拓扑和微分几何领域有着重要的作用。他们也是规范场论的基本概念。

## 正式定義
一个纤维丛由四元组（{\displaystyle E}, {\displaystyle B}, {\displaystyle \pi }, {\displaystyle F}）组成，其中{\displaystyle E}, {\displaystyle B}, {\displaystyle F}是拓扑空间而{\displaystyle \pi :E\rightarrow B}是一个连续满射，满足下面给出的局部平凡（local triviality）条件。{\displaystyle B}称为丛的基空间（base space），{\displaystyle E}称为总空间（total space），而{\displaystyle F}称为纤维（fiber）。映射{\displaystyle \pi }称为投影映射.下面我们假定基空间{\displaystyle B}是连通的。
我们要求对于{\displaystyle B}中的每个點{\displaystyle x}，存在一个在{\displaystyle B}中 包含{\displaystyle x}的开邻域{\displaystyle U}，並有一個同胚映射{\displaystyle \varphi :\pi ^{-1}(U)\rightarrow U\times F} (顯然{\displaystyle U\times F}是一個乘積空間) ，{\displaystyle \varphi }並且要滿足 {\displaystyle \textstyle \pi (y)=\operatorname {proj} _{1}\circ \phi (y),\,\forall y\in \pi ^{-1}(U)}，也就是下圖是可交换的：
其中{\displaystyle \operatorname {proj} _{1}:U\times F\rightarrow U}是自然投影而{\displaystyle \varphi :\pi ^{-1}(U)\rightarrow U\times F}是一个同胚（這裡的局部平凡條件有些書會定義為 {\displaystyle \textstyle x=\pi \circ \varphi ^{-1}(x,f),\,\forall x\in U,f\in F}）。所有{\displaystyle \{(U_{i},\varphi _{i})\}}的集合称为丛的局部平凡化。
对于{\displaystyle B}中每點{\displaystyle p}，原象（preimage）{\displaystyle \pi ^{-1}(p)}和{\displaystyle F}同胚并称为點{\displaystyle p}上的纤维。一个纤维丛（{\displaystyle E}, {\displaystyle B}, {\displaystyle \pi }, {\displaystyle F}）经常记为
{\displaystyle F\longrightarrow E\ {\xrightarrow {\,\ \pi \ }}\ B}
以引入一个空间的短恰当序列。注意每个纖維叢{\displaystyle \pi :E\rightarrow B}都是一个开映射，因为积空间的投影是开映射。所以{\displaystyle B}有由映射{\displaystyle \pi }决定的商拓扑(quotient topology).
一个光滑纤维丛是一个在光滑流形的范畴内的纤维丛。也就是，{\displaystyle E}, {\displaystyle B}, {\displaystyle F}都必须是光滑流形且所有上面用到的函数都必须是光滑映射。

## 例子
令{\displaystyle E=B\times F}并令{\displaystyle \pi :E\rightarrow B}为对第一个因子的投影，则{\displaystyle E}是{\displaystyle B}上的丛。这里{\displaystyle E}不仅是局部的积而且是整体的积。任何这样的纤维丛称为平凡丛。

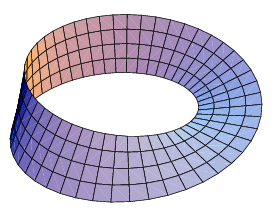
莫比乌斯带是圆上的非平凡丛。

最简单的非平凡丛的例子可能要算莫比乌斯带（Möbius strip）。莫比乌斯带是一个以圆为基空间{\displaystyle B}并以线段为纤维{\displaystyle F}的丛。对于一点{\displaystyle x\in B}的邻域是一段圆弧；在图中，就是其中一个方块的长。原象{\displaystyle \pi ^{-1}(U)}在图中是个（有些扭转的）切片，4个方块宽一个方块长。同胚{\displaystyle \varphi }把{\displaystyle U}的原象映到柱面的一块：弯曲但不扭转。
相应的平凡丛{\displaystyle B\times F}看起来像一个圆柱，但是莫比乌斯带有个整体上的扭转。注意这个扭转只有整体上才能看出来；局部看来莫比乌斯带和圆柱完全一样（在其中任何一个竖直的切一刀会产生同样的空间）。
一个类似的非平凡丛是克莱因瓶，它可以看作是一个“扭转”的圆在另一个圆上的丛。相应的平凡丛是一个环，{\displaystyle S^{1}\times S^{1}}。
一个覆盖空间是一个以离散空间为纤维的纤维丛。
纤维丛的一个特例，叫做向量丛,是那些纤维为向量空间的丛（要成为一个向量丛，丛的结构群—见下面—必须是一个线性群）。向量丛的重要实例包括光滑流形的切丛和余切丛。
另一个纤维丛的特例叫做主丛。更多的例子参看该条目。
一个球丛是一个纤维为n維球面的纤维丛。给定一个有度量的向量丛（例如黎曼流形的切丛），可以构造一个相应的单位球丛，其在一点{\displaystyle x}的纤维是所有{\displaystyle E_{x}}的单位向量的集合.

## 截面
纤维丛的截面（section或者cross section）是一个连续映射{\displaystyle f:B\rightarrow E}使得{\displaystyle \pi (f(x))=x}对于所有{\displaystyle B}中的{\displaystyle x}成立。因为丛通常没有全局有定义的截面，理论的一个重要作用就是检验和证明他们的存在性。这导致了代数拓扑的示性类理论。
截面经常只被局部的定义（特别是当全局截面不存在时）。纤维丛的局部截面是一个连续映射{\displaystyle f:U\rightarrow E}其中{\displaystyle U}是一个{\displaystyle B}中的开集而{\displaystyle \pi (f(x))=x}对所有{\displaystyle U}中的{\displaystyle x}成立。若{\displaystyle (U,\varphi )}是一个局部平凡化图，则局部截面在{\displaystyle U}上总是存在的。这种截面和连续映射{\displaystyle U\rightarrow F}有1-1对应。截面的集合组成一个层（sheaf）。

## 结构群和转移函数
纤维丛经常有一个对称群描述重叠的图之间的相容条件。特别的，令{\displaystyle G}为一个拓扑群，它连续的从左边作用在纤维空间{\displaystyle F}上。不失一般性的，我们可以要求{\displaystyle G}有效的作用在{\displaystyle F}上，以便把它看成是{\displaystyle F}的同胚群。纖維叢的一个{\displaystyle G}-图册（{\displaystyle E}, {\displaystyle B}, {\displaystyle \pi }, {\displaystyle F}）是之前定義過的局部平凡化並且滿足：对任何两个重叠的局部平凡化中的元素也就是图{\displaystyle (U_{i},\varphi _{i})}和{\displaystyle (U_{j},\varphi _{j})}且 {\displaystyle U_{i}\cap U_{j}\neq \emptyset }，則函数
{\displaystyle \varphi _{i}\varphi _{j}^{-1}:(U_{i}\cap U_{j})\times F\to (U_{i}\cap U_{j})\times F}
是由以下方式给出：
{\displaystyle \varphi _{i}\varphi _{j}^{-1}(x,\xi )=(x,t_{ij}(x)\xi ),\quad \forall x\in U_{i}\cap U_{j},\xi \in F}
其中 {\displaystyle t_{ij}:U_{i}\cap U_{j}\to G} 是一个称为转移函数（transition function）的连续映射。两个{\displaystyle G}-圖冊是等價的如果他们的聯集也是{\displaystyle G}-圖冊。一个{\displaystyle G}-丛是有{\displaystyle G}-圖冊等价类的纤维丛。群{\displaystyle G}稱为该丛的结构群（structure group）。
在光滑范畴中，一个{\displaystyle G}-丛是一个光滑纤维丛，其中{\displaystyle G}是一个李群而相应的在{\displaystyle F}上的作用是光滑的并且变换函数都是光滑映射。
转移函数{\displaystyle t_{ij}}满足以下条件
1. {\displaystyle t_{ii}(x)=1}
2. {\displaystyle t_{ij}(x)=t_{ji}(x)^{-1}}
3. {\displaystyle t_{ik}(x)=t_{ij}(x)t_{jk}(x)}

第三个条件用到三個相交的 {\displaystyle U_{i}\cap U_{j}\cap U_{k}}上叫做上链条件（cocycle condition，见Čech上同调）。
一个主丛是一个{\displaystyle G}-丛，其纤维可以认为是{\displaystyle G}本身，并且有一个在全空间上的{\displaystyle G}的右作用保持纤维不变。